# Rymosia albolateralis
Rymosia albolateralis är en tvåvingeart som beskrevs av Enrico Adelelmo Brunetti 1912. Rymosia albolateralis ingår i släktet Rymosia och familjen svampmyggor. Inga underarter finns listade i Catalogue of Life.